# Katja Hess (Malerin)
Katja Hess (* 1946 in Krombach) ist eine deutsche Malerin.

## Leben und Werk
Katja Hess studierte Anglistik und Germanistik an der Universität Heidelberg und an der Universität Utrecht und arbeitete dann als Gymnasiallehrerin in Heidelberg. 1997 schied sie aus dem Lehramt aus. Danach studierte sie als Schülerin von Robert Cenedella an der Art Students League of New York, wo sie 2001 an einer Gemeinschaftsausstellung für Studenten teilnahm. Weiter nahm sie Unterricht an der Cooper Union als Schülerin von Peter Schroth und Jeff Tolbert. Sie ist Mitglied im Bundesverband Bildender Künstlerinnen und Künstler, in der GEDOK und im Heidelberger Forum für Kunst. Sie lebt und arbeitet in Heidelberg.

## Ausstellungen (Auswahl)
Seit 1997 stellt sie ihre Arbeiten im In- und Ausland aus. Sie hatte unter anderem  Einzelausstellungen im Heidelberg-Haus in Montpellier,  in der Slevogt-Galerie des Landesmuseums Mainz und im Feuerbachhaus in Speyer. Außerdem nahm sie  an der VII. International Biennial of Drawing Pilsen teil.